# Pert Kelton
Pour les articles homonymes, voir Kelton.
Pert Kelton, née le 14 octobre 1907 à Great Falls (Montana) et morte le 30 octobre 1968 à Ridgewood (New Jersey), est une actrice américaine.

## Biographie

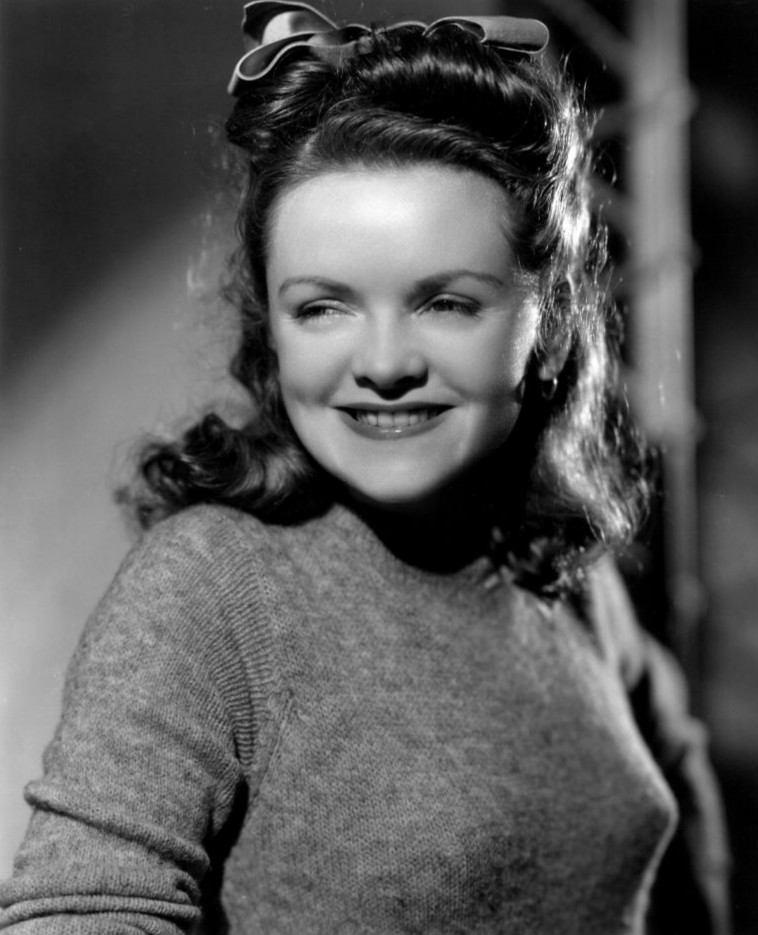
En 1942 (photo promotionnelle)

Pert Kelton entame sa carrière d'actrice au théâtre et débute à Broadway (New York) dans deux comédies musicales, Sunny (en) sur une musique de Jerome Kern (1925-1926, avec Marilyn Miller et Clifton Webb), puis The Five O'Clock Girl sur une musique d'Harry Ruby (1927-1928, avec Mary Eaton). Suivent l'opérette La Comtesse Dubarry sur une musique de Karl Millöcker (1932-1933, avec Nana Bryant dans le rôle-titre), puis une revue en 1940.
Toujours à Broadway, elle joue ensuite dans sept pièces à partir de 1942, dont Come Blow Your Horn (en) de Neil Simon (1961-1962, avec Lou Jacobi et Hal March), Sortie des artistes (en) d'Edwin O'Connor (1964, avec Orson Bean et Burgess Meredith) ; la septième est Spofford (en) d'Herman Shumlin (avec Melvyn Douglas dans le rôle-titre et Barbara Britton), représentée du 14 décembre 1967 au 8 juin 1968 (elle meurt brusquement d'une crise cardiaque à peine plus de quatre mois plus tard, à 61 ans).
Enfin, elle participe encore sur les planches new-yorkaises à deux autres comédies musicales, The Music Man sur une musique de Meredith Willson (1957-1961, avec Robert Preston et Barbara Cook) et Greenwillow (en) sur une musique de Frank Loesser (1960, avec Anthony Perkins et Cecil Kellaway).
Au cinéma, Pert Kelton apparaît dans trente-quatre films américains (principalement au cours des années 1930), depuis Sally de John Francis Dillon (1929, avec Marilyn Miller et Alexander Gray) jusqu'à The Comic (en) de Carl Reiner (1969, avec Dick Van Dyke et Michele Lee), sorti plus d'un an après son décès.
Entretemps, mentionnons Les Faubourgs de New York de Raoul Walsh (1933, avec Wallace Beery et George Raft), La Gloire du cirque de George Stevens (1935, avec Barbara Stanwyck et Preston Foster) et The Music Man de Morton DaCosta, adaptation de la comédie musicale éponyme précitée (son antépénultième film, 1962, où Robert Preston et elle reprennent leurs rôles respectifs, celui tenu par Barbara Cook étant repris par Shirley Jones).
Enfin, à la télévision américaine, Pert Kelton contribue à deux téléfilms (diffusés respectivement en 1959 et 1965) et onze séries (1951-1968), dont Cavalcade of Stars (six épisodes, 1951-1952) et La Quatrième Dimension (un épisode, 1963).

## Théâtre à Broadway (intégrale)
- 1925-1926 : Sunny (en), comédie musicale, musique de Jerome Kern (arrangée par Robert Russell Bennett), lyrics et livret d'Oscar Hammerstein II et Otto Harbach : Magnolia
- 1927-1928 : The Five O'Clock Girl, comédie musicale, musique d'Harry Ruby, lyrics de Bert Kalmar, livret de Guy Bolton et Fred Thompson (en), décors de Norman Bel Geddes, costumes de Charles Le Maire : Susan Snow
- 1932-1933 : La Comtesse Dubarry (The Dubarry), opérette, musique originale de Karl Millöcker (arrangée par Theo Mackaben), livret original de Friedrich Zell et Richard Genée (adapté par Rowland Leigh et Desmond Carter), décors et costumes de Vincente Minnelli : Margot
- 1940 : All in Fun, revue, musique de Baldwin Bergesen, John Rox et June Sillman, lyrics et sketches de divers auteurs, costumes d'Irene Sharaff : Dorothy Tom-Tom / la jeune française / Jen / Mme Jones / la vendeuse de fleurs
- 1942 : Guest in the House, pièce de Hagar Wilde et Dale Eunson : Miriam Blake[1]
- 1943 : Lady, Behave!, pièce de (et mise en scène par) Alfred L. Golden : Louise Morton
- 1954-1955 : The Bad Seed (en), pièce de Maxwell Anderson : Hortense Daigle[2] (en remplacement)
- 1957-1961 : The Music Man, comédie musicale, musique, lyrics et livret de Meredith Willson, mise en scène de Morton DaCosta, costumes de Raoul Pène Du Bois : Mme Paroo
- 1960 : Greenwillow (en), comédie musicale, musique et lyrics de Frank Loesser, livret de Lesser Samuels et Frank Loesser, mise en scène de George Roy Hill, chorégraphie de Joe Layton : Gramma Briggs
- 1961-1962 : Come Blow Your Horn (en), pièce de Neil Simon : Mme Sophie Baker[3]
- 1964 : Sortie des artistes (en) (I Was Dancing), pièce d'Edwin O'Connor, mise en scène de Garson Kanin, décors d'Oliver Smith : Delia Bresnahan
- 1965 : Minor Miracle, pièce d'Al Morgan, costumes de Theoni V. Aldredge : Mme Doody
- 1967-1968 : Spofford (en), pièce de (et mise en scène par) Herman Shumlin : Mme Punck

## Filmographie partielle

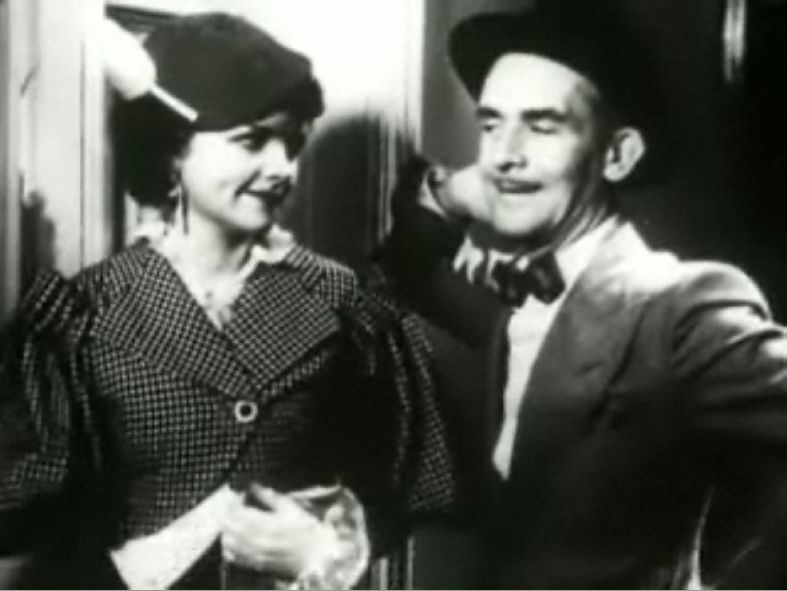
Dans The Meanest Gal in Town (1934), avec James Gleason

### Cinéma
- 1929 : Sally de John Francis Dillon : Rosie
- 1930 : Hot Curves de Norman Taurog : la cuisinière
- 1931 : Ex-Bartender de Frank R. Strayer (court métrage) : rôle non spécifié
- 1933 : La Revanche du cœur (Bed of Roses) de Gregory La Cava : Minnie Brown
- 1933 : Les Faubourgs de New York (The Bowery) de Raoul Walsh : Trixie Odbray
- 1934 : The Meanest Gal in Town (en) de Russell Mack : Lulu White
- 1935 : La Gloire du cirque (Annie Oakley) de George Stevens : Vera Delmar
- 1936 : Caïn et Mabel (Cain and Mabel) de Lloyd Bacon : Toddy
- 1938 : Vous ne l'emporterez pas avec vous (You Can't Take It With You) de Frank Capra : une jeune femme à la prison
- 1962 : The Music Man de Morton DaCosta : Mme Paroo
- 1969 : The Comic (en) de Carl Reiner : Mama Bell

### Télévision
(séries, sauf mention contraire)
- 1951-1952 : Cavalcade of Stars, saison 3, 6 épisodes : Alice Kramden[4]
- 1959 : The Ballad of Louie the Louse, téléfilm de Greg Garrison (en) : Mary
- 1963 : La Quatrième Dimension (The Twilight Zone), saison 4, épisode 8 Miniature de Walter Grauman : Mme Parkes
- 1967 : The Jackie Gleason Show, saison 1, épisode 22 Rififi - Brooklyn Style de Frank Bunetta : Mme Gibson (la mère d'Alice Kramden)